# Calponia
Calponia is een geslacht van spinnen uit de familie Caponiidae.

## Soorten
De volgende soorten zijn bij het geslacht ingedeeld:
- Calponia harrisonfordi Platnick, 1993